# 源通氏
源 通氏（みなもと の みちうじ）は、鎌倉時代前期の公卿。正二位大納言・源通方の長男。

## 官歴
- 承久元年（1219年）1月5日：叙爵。
- 承久2年（1220年）4月6日：侍従。
- 承久4年（1222年）4月6日：従五位上。
- 貞応2年（1223年）1月23日：兼遠江介。
- 嘉禄2年（1226年）1月5日：正五位下。
- 安貞2年（1228年）1月5日：従四位下。侍従如元。
- 寛喜元年（1229年）10月5日：右少将。
- 寛喜2年（1230年）1月20日：兼讃岐介。
- 寛喜4年（1232年）1月5日：従四位上。
- 貞永2年（1233年）1月28日：正四位下。
- 文暦元年（1234年）12月25日：右中将に転任。
- 文暦2年（1235年）1月23日：兼讃岐介。
- 嘉禎4年（1238年）1月5日：従三位。7月25日：薨去。死因は赤痢であるという。

## 系譜
- 父：中院通方（1189-1239）
- 母：藤原則子 - 藤原長兼の娘
- 妻：法印珍喜の娘
  - 男子：源具氏（1231/1232-1275）